# Дон Чичо-Титарела (Потенца)
Дон Чичо-Титарела (итал. Don Ciccio-Tittarella) је насеље у Италији у округу Потенца, региону Базиликата.
Према процени из 2011. у насељу је живело 110 становника. Насеље се налази на надморској висини од 501 м.